# Иван Рукавина Сиђо
Иван Рукавина Сиђо (Мошченица, код Петриње, 17. јануар 1901 — Роженица, код Покупског, 27. децембар 1943), учесник Народноослободилачке борбе и народни херој Југославије.

## Биографија
Рођен је 17. јануара 1901. године у Мошченици код Петриње, у сиромашној сељачкој породици. После завршене основне школе, запослио се као чувар стоке у творници „Гавриловић“ у Петрињи. Убрзо је отишао у Сисак, на ковачки занат. Када је завршио занат, запослио се на железници у Сиску, а касније је радио на железничкој ложионици у Суботици.
Још као шегрт, Иван је припадао напредној омладини, а у Суботици је био синдикални функционер. Његов рад убрзо је запазила полиција, па је протеран из Суботице. Рукавина је тада отишао у Винковце, где је наставио рад у радничком покрету. Због те активности поново је, 1937. године, протеран из Винковаца у Сисак. У Сиску се запослио у Ложионици, и одмах је повезао с партијском ћелијом Ложионице. Ту је, 1937. године, постао члан Комунистичке партије Југославије. До окупације, Рукавина је учествовао у штрајковима, демонстрацијама и другим акцијама.
Када је, 22. јуна 1941. године, Владо Јанић Цапо отишао с првом групом комуниста из Сиска у партизане, Рукавина је преузео дужност секретара Градског комитета КПХ за Сисак. Након тога је Рукавина органзовао, а често и сам изводио акције. Тако је, јула 1941. године, подметнуо мину под локомотиву, који је улазио у сисачку станицу. После те акције, ухапшен је и подвргнут мучењу, али пошто ништа није признао, пуштен је на слободу. Поред борбених акција, Рукавина је формирао и Народноослободилачки одбор Сиска, организацију Антифашистичког фронта жена и посебно помогао у раду омладинске организације.
У Сиску је остао до 1943. године када је био принуђен, због опасности од хапшења, да оде на слободну територију Баније, где је наставио рад. Када је сазнао да је у провали у партијску организацију Сиска ухапшена Нада Димић и да је у покушају бега из затвора била тешко рањена и ухапшена, одлучио је да дугогодишњу активистицу, коју је добро познавао из илегалног рада, ослободи. Преобучен у усташку униформу, ушао је у сисачку болницу. Стражара који је чувао Наду Димић разоружао је, а њој викнуо да се спреми и иде с њим. Но, план није успео. У болници је настала узбуна. Рукавина је потрчао према излазу и Немцима које је сретао путем, викао „Горе је партизан“, а сам је успео да побегне на слободну територију.
Погинуо је у селу Роженици, 27. децембра 1943. године, када је пошао да разоружа немачког војника који се крио у једној осамљеној кућици. Када је пришао вратима, Немац га је убио пушкомитраљезом. Погинуо је као потпуковник НОВЈ. Осим Ивана Рукавине, у Народноослободилачкој борби су учествовали и његова супруга и син партизански курир, који су такође погинули у рату.
Одлуком Президијума Народне скупштине Федеративне Народне Републике Југославије, 20. децембра 1951. године, проглашен је за народног хероја.